# Erato vitellina
Erato vitellina är en snäckart som först beskrevs av Hinds 1844.  Erato vitellina ingår i släktet Erato och familjen Triviidae. Inga underarter finns listade i Catalogue of Life.